# فريني

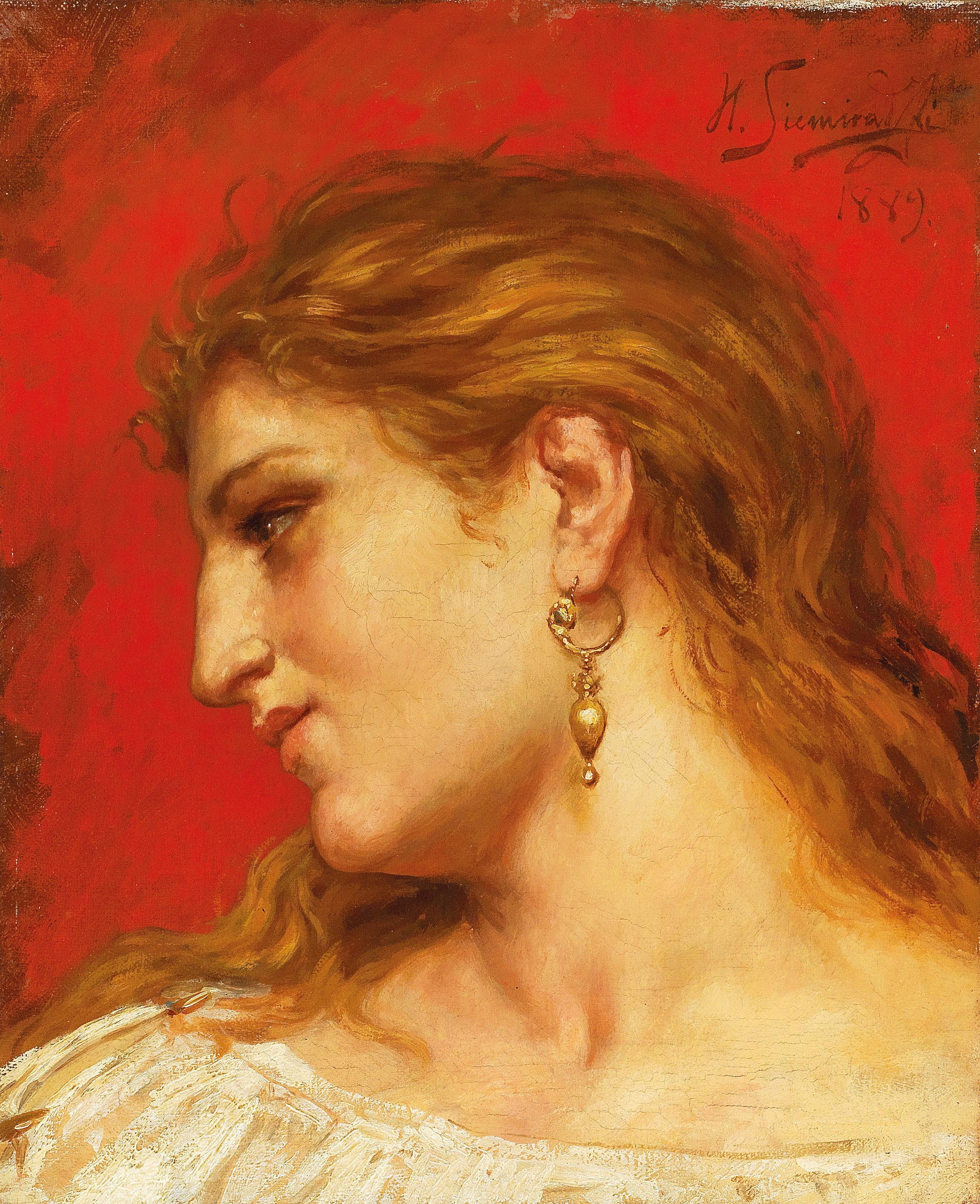
فريني بريشة هنريك سيميردزكي 1889، ملكية خاصة.

فريني (/ ˈfraɪni / ؛ باليونانية القديمة: Φρύνη) (330 - 371 قبل الميلاد)، كانَت مَومسة يونانية منَ القرن الرابع قبل الميلاد، مشهورة بجمالها الذي يُضرب به المَثل، هربت مع عائِلتها إلى أثينا عام 375 قبل الميلاد، السَنة التي عاد فيها الثيفيّين لتدمير المَدينة، قبل وقت قصير من معركة ليوكترا. كانَت العاشِقة والنَموذج المُفضل للنحات الشَهير براكسيتيليس، الذي استلهمها لإنشاء العَديد من تماثيل أفروديت. اشتهرت بمُحاكمتها بتهمة المَعصية، حيث دافع عنها الخطيب هيبيريدس.

## الحَياة
كان اسم فريني الحقيقي هوَ «منيساريت» (Μνησαρέτη ، مَعناه «إحياء ذكرى الفضيلة»)، ولكن بسبب لون بشرتها المُصفر، كانت تُدعى Phrýnē (مَعناه «العلجوم»). كان هذا اللقب كثيراً ما يطلق على المحظيات والبغايا الأخريات أيضاً. ولدت في بيوتيا، لكنها عاشت في أثينا. التواريخ الدقيقة لميلادها ووفاتها غير مَعروفة، لكنها ولدت حوالي 371 قبل الميلاد، وهو العام الذي دمرت فيه ثيفا (بعد وقت قصير من معركة ليوكترا)، وطردَ سُكانها. ربما تكون قد عاشت بعد إعادة إعمار ثيفا في 315/316 قبل الميلاد.

## الشُهرة
يقدم أثينايوس العديد من الحكايات عن فريني. لقد أشاد بجمالها، وكتب أنه بمناسبة أعياد إليوسينيا وبوزيدونيا، كانت تسدل شعرها وتقف عارية في البحر. كان هذا من شأنه أن يلهم الرسام أبيليس لإنشاء صورته الشهيرة لأفروديت «فينوس أناديومين». من المفترض أن النحات براكسيتيليس، الذي كان أيضًا حبيبها، استخدمها كنموذج لتمثال «أفروديت كنيدوس»،  أول تمثال عاري لامرأة من اليونان القديمة.

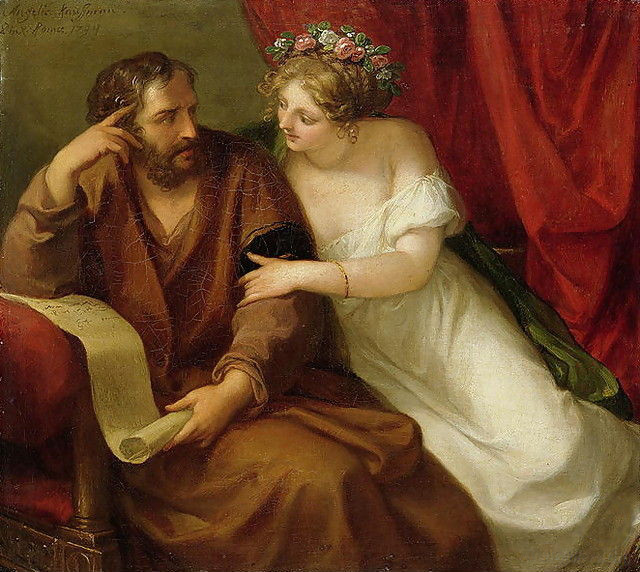
فريني تغري زينوقراط. بريشة أنجيليكا كوفمان 1794.

وفقًا لـ أثينايوس، أنتج براكسيتيليس تمثالين آخرين لها، تمثال لإيروس تم تكريسه ألى معبد ثيسبيا وتمثال لفريني نفسها الذي تم صنعه من الذهب الخالص والمكرس ألى معبد دلفي. وقفت بين تماثيل أرشيداموس الثالث وفيليب الثاني. عندما رأى أقراطس الطيبي التمثال، وَصفه «عرضاً نذرياً لإسراف اليونان». ذكرت بوسانياس أن تمثالين لأبولو وقفا بجانب تمثالها وأنه مصنوع من البرونز المذهب.
يزعُم سُكان أثينا أنها كانت غنية جداً لدرجة أنها عرضت تمويل إعادة بناء أسوار ثيفا، التي دمرها الإسكندر الأكبر عام 336 قبل الميلاد، بشرط أن تُدرج عليهم عبارة «دَمرها الإسكندر، وأعادتها فريني المُحظية». كذلك يروي ديوجانس اللايرتي مُحاولة فاشلة قامت بها فرايني لأختبار فضيلة الفيلسوف زينوقراط.
يرى المؤرخ هافلوك أن قصة سباحة فريني عارياً في البحر ربما تكون مُجَرد تلفيقاً مثيراً. لأن بلوتارخ رأى التماثيل في ثيفا ودلفي نفسه  بَينما لا تشك المؤرخ كافاليني في وجودها. إنها تعتقد أن الحب بين براكسيتيليس وفريني كان من اختراع كتاب السير الذاتية في وقت لاحق. تم ترميم ثيفا في 315 أو 316 قبل الميلاد،  ولكن من المشكوك فيه أن اقترح فريني هوَ الذي إعادة بناء جُدرانه. كتب ديودور الصقلي أن الأثينيين أعادوا بناء الجزء الأكبر من الجدار وأن كاساندر قدم المزيد من المساعدة لاحقًا. ولم يذكر عرض فريني المزعوم.

## المُحاكمة

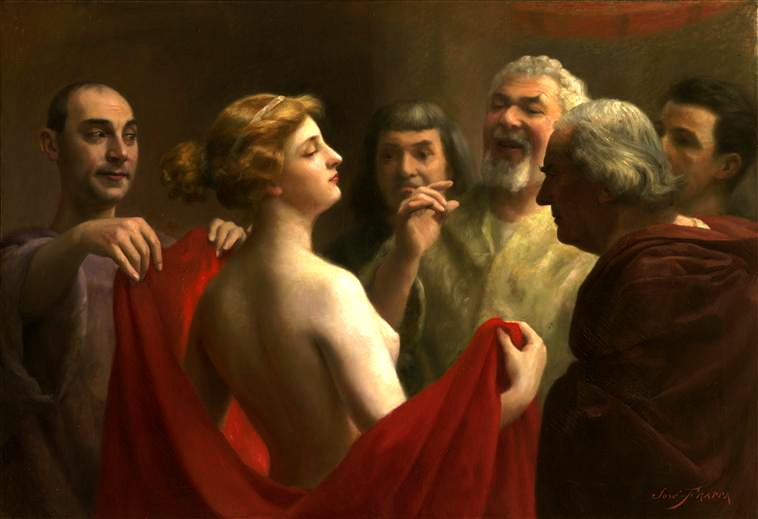
هيبيريدس يخلع رداء فريني، بريشة جوزيه فرابا 1903. متحف أورسي.

أكثر الأحداث المعروفة في حياة فريني هي مُحاكمتها. كتبت أثينا أنها حوكمت بتهمة كبيرة ودافع عنها الخطيب هيبيريدس، الذي كان أحد عُشاقها. لم يحدد أثينايوس طبيعة التهمة، لكن بلوتارخ كتبَ أنها متهمة بالمعصية،  كُتب خطاب النيابة أناكسيمينيس.
عندما بدا الأمر كما لو أن الحكم سيكون غير مُوات، خلع هيبيريدس رداء فريني وكشفت ثدييها أمام القضاة لإثارة شفقتهم. لقد غرس جمالها في القضاة خوفاً خرافياً لم يتمكنوا من حمل أنفسهم على إدانة «نبية وكاهنة أفروديت» بالموت. وقرروا تبرئتها بدافع الشفقة.
ومع ذلك، يقدم أثينايوس أيضًا سرداً مختلفاً للمحاكمة الواردة في رواية الشاعر «بوسيديبوس». إنه يصف فريني ببساطة بأنها تشبث يد كل محلف، وتتوسل من أجل حياتها بالدموع، دون أن يذكر تَعريتها. يجادل المؤرخ كريج كوبر بأن رواية بوسيديبوس هي النسخة الأصلية وأن فريني لم تعرض ثدييها أبداً أمام المحكمة أثناء محاكمتها.

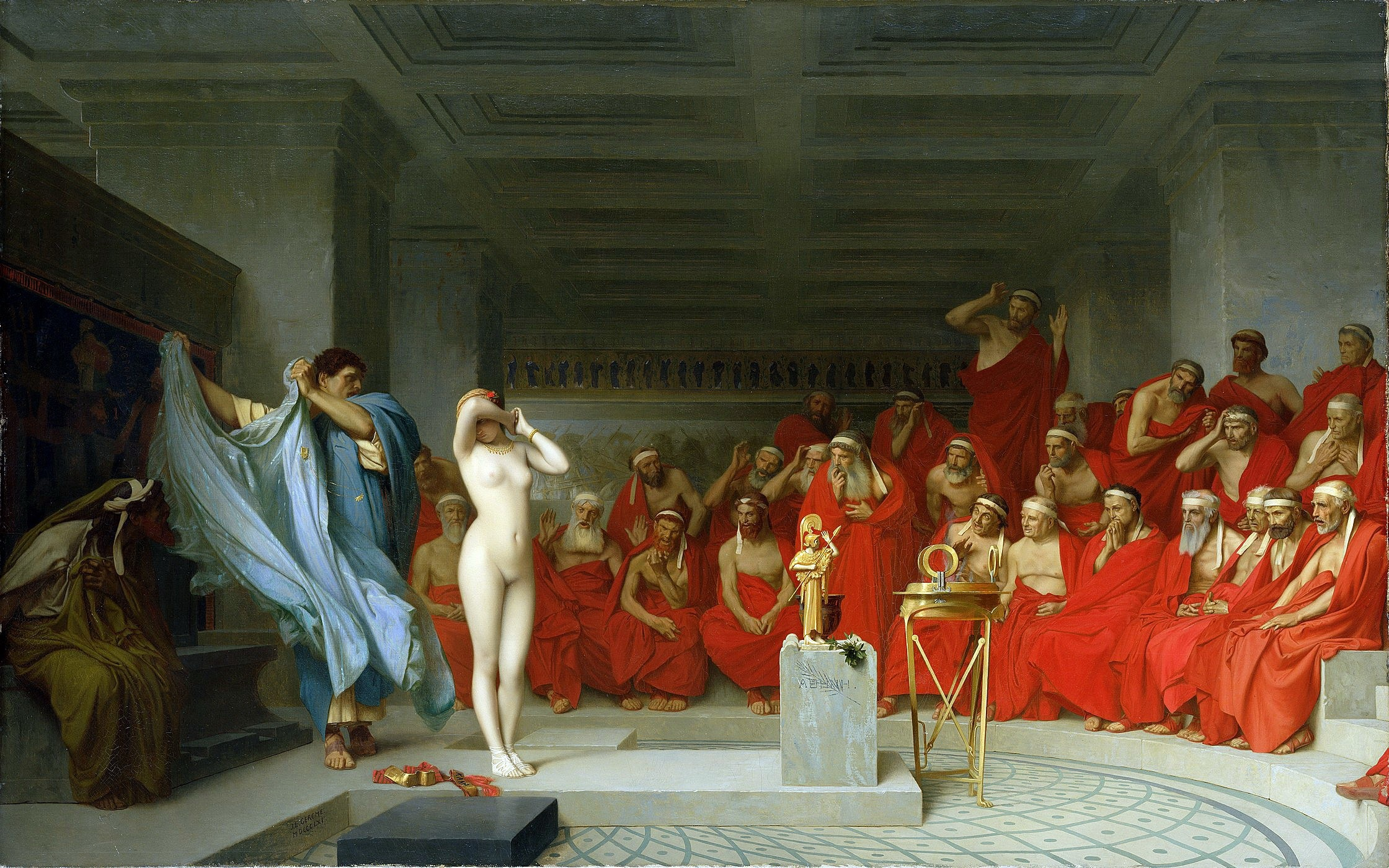
فريني أمام اريوباغوس، بريشة جان ليون جيروم 1861. كونستهالي هامبورغ.

وفقاً لكوبر، فإن أول وصف للمحاكمة قدمه أثينايوس والسرد الأقصر لـ بلوتارخ مشتق في النهاية من عمل كاتب السيرة الذاتية هيرمبوس من سميرنا (حوالي 200 قبل الميلاد) الذي قام بتكييف القصة من عَمل كاتِب السير الذاتية إيدومينيوس من لامبساكوس (حوالي 300 قبل الميلاد) قبل الميلاد. يعتبر حساب بوسيديبوس أقدم إصدار معروف للمُحاكمة. لو أن التَعرية قَد حدثت، لكان بوسيديبوس على الأرجح قَد ذكرها لأنه كان شاعراً كوميدياً. لذلك، من المُحتمل أن تكون تَعرية فريني اختراعاً لاحقاً، يرجع تاريخه إلى ما بعد 290 قبل الميلاد، عندما كان بوسيديبوس نشيطاً كشاعر. وإيدومينيوس كانَ يكتب في ذلك الوقت تقريباً.
علاوة على ذلك، يستمر كوبر في التأكيد بأن الأدلة تشير إلى أن إيدومينيوس اخترع النسخة الأكثر بروزاً من القصة، ربما في رغبته في السخرية من عروض قاعة المحكمة للديماغوجيين الأثينيين وللسخرية منها. بالنظر إلى تفضيله لعزو الإفراط الجنسي إلى هؤلاء الديماغوجيين، فإن الفعل الاستفزازي المُتمثل في تعرية فريني يناسب الشخصية التي اكتسبها هيبيريدس في عمل إيدومينيوس.

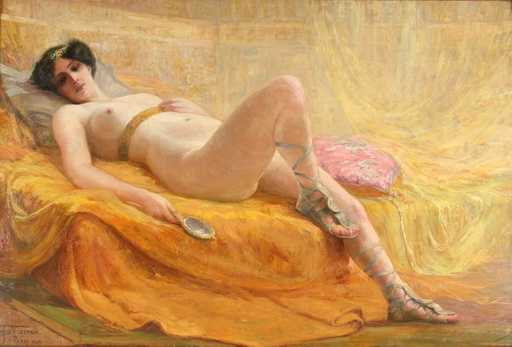
فريني بريشة أنطونيو باريراس.

كما هو شائع في تقليد السيرة الذاتية، فشل كتاب السيرة لاحقاً في ملاحظة أن كتاب السيرة الذاتية في وقت سابق لم يقدموا تمثيلاً دقيقاً للأحداث. أدرج كاتب السيرة الذاتية هيرمبوس في وقت لاحق حساب إيدومينيوس في سيرته الذاتية. وبالتالي تم حفظ مقتطف من سيرة هيرمبوس في أعمال أثينيوس وبلوتارخ.
هناك أيضاً حُجج حول صحة التَعرية. قد تشير عبارة «نبية وكاهنة أفروديت» إلى أن فريني شاركت في مهرجان أفروديسيا في إيجينا. إذا كان هذا صحيحاً، فقد أظهر للمحلفين أن الإلهة كانت تفضلها وأنها تستحق الشفقة. كما كان من المقبول في ذلك الوقت أن النساء قادرات بشكل خاص على إثارة تعاطف القضاة. ويمكن تقديم الأمهات والأطفال إلى المحاكم لهذه الأغراض. لم يكن حجب الثدي مقيداً أو غير معتاد بالنسبة للبغايا أو المحظيات، ويمكن استخدامه لإثارة التعاطف أيضاً.

## في الفَن

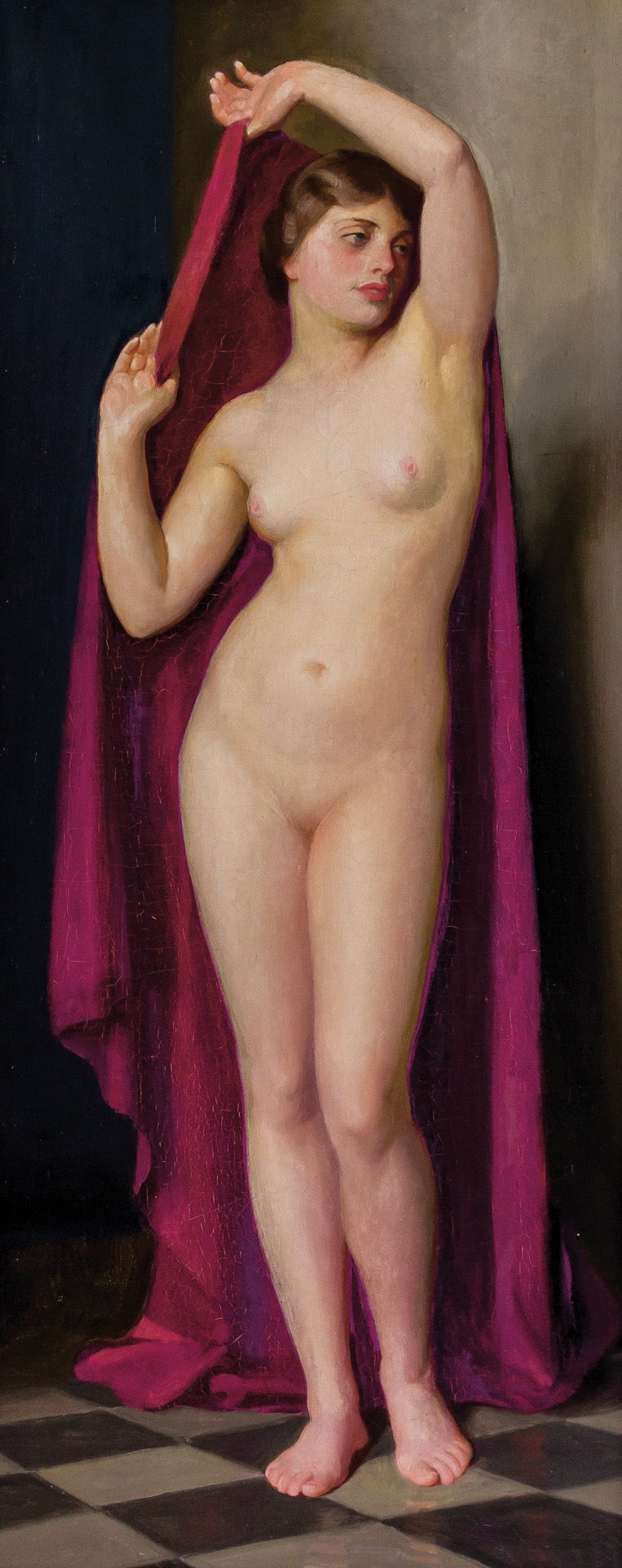
بريشة ويليام باكستون.
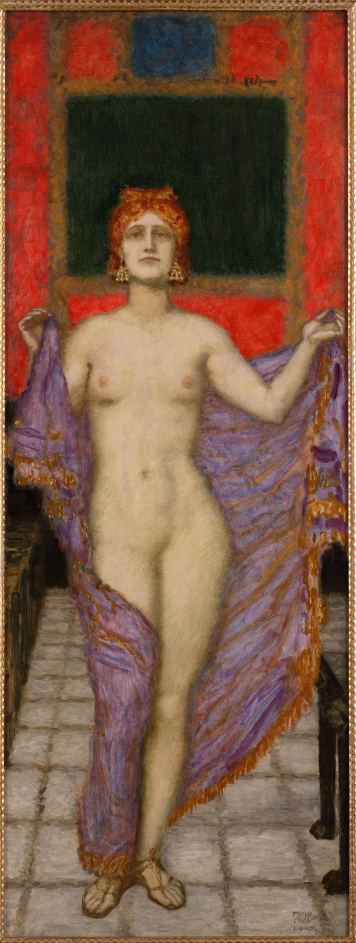
برشة فرانز فون شتوك.
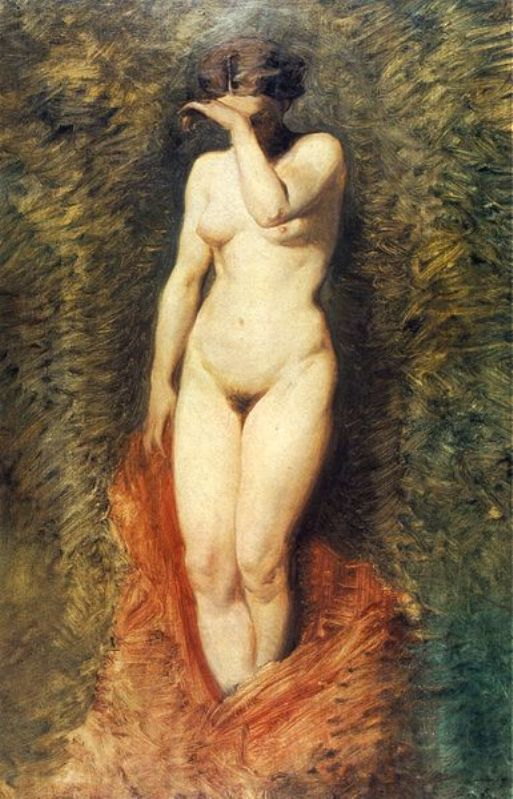
بريشة أرتور جروتجر.
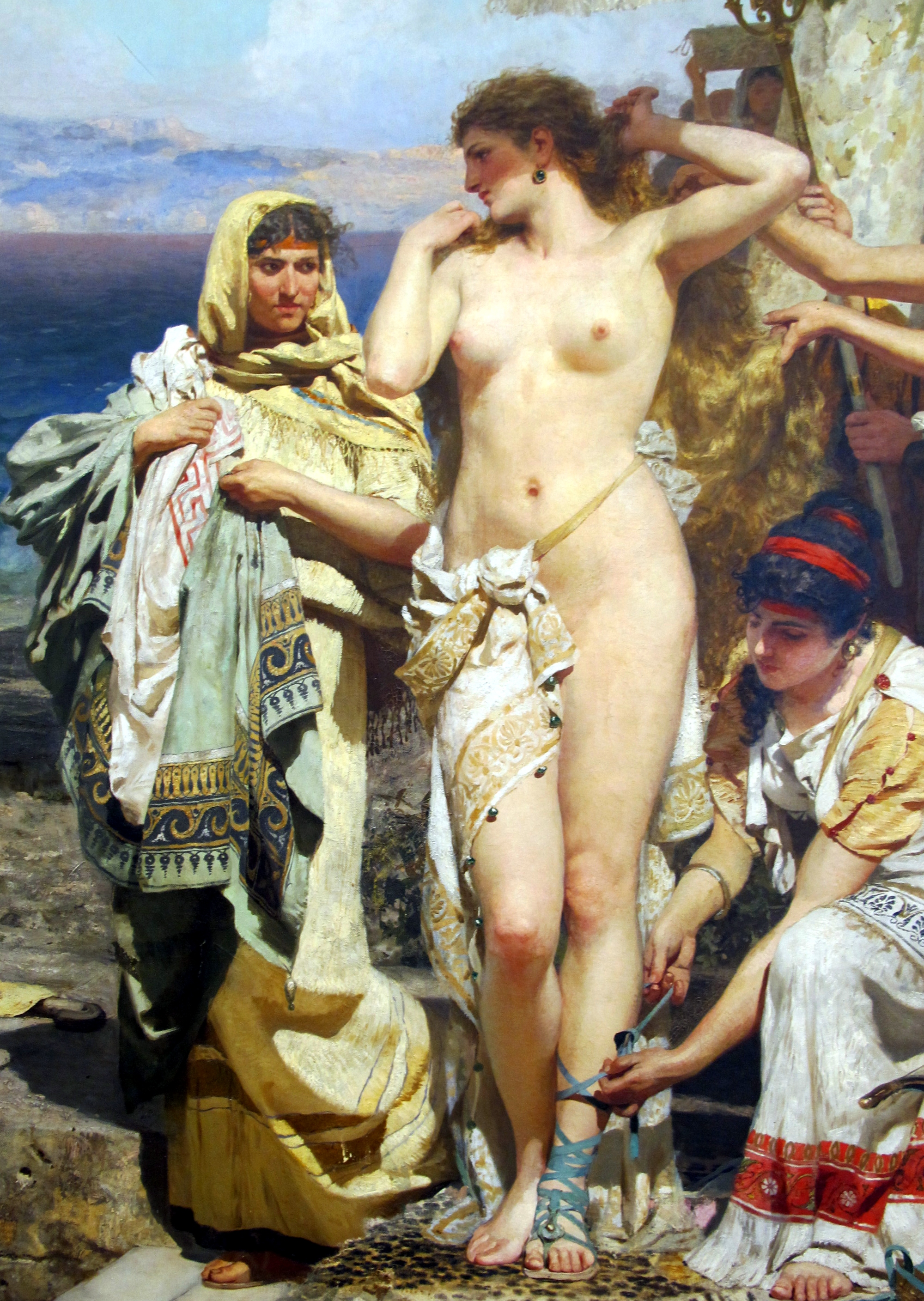
بريشة هنريك سيميردزكي.
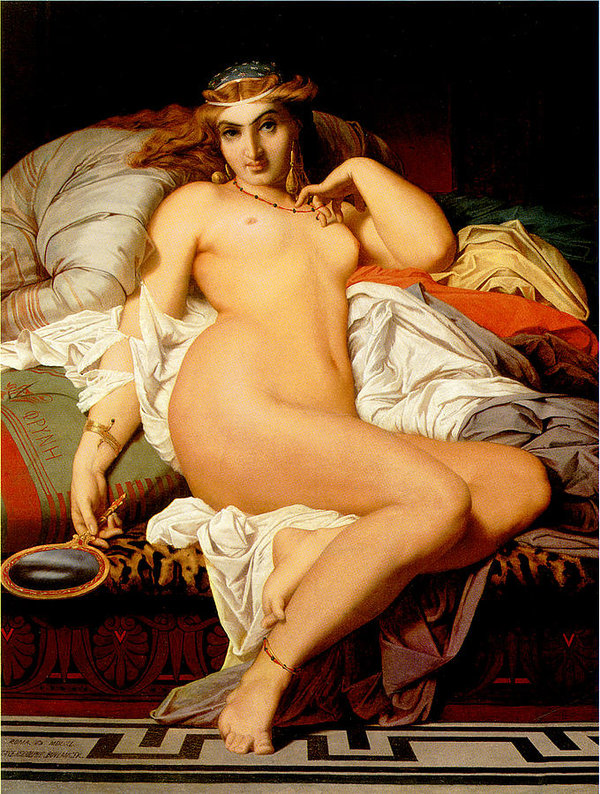
بريشة غوستاف بوولنجر.

## المَراجع
1. ↑  مذكور في: Brill's New Pauly. لغة العمل أو لغة الاسم: الإنجليزية.
2. 1 2  مذكور في: قاعدة بيانات الضبط الوطنية التشيكية. مُعرِّف الضَّبط الاستناديِّ في قاعدة البيانات الوطنية التشيكية (NLCR AUT): jo20241240485. الوصول: 17 أكتوبر 2024.
3. 1 2  Plutarch, De Pythiae oraculis 14. نسخة محفوظة 27 أكتوبر 2021 على موقع واي باك مشين.
4. 1 2  Havelock، Christine Mitchell (2010). The Aphrodite of Knidos and Her Successors: A Historical Review of the Female Nude in Greek Art. Ann Arbor: The University of Michigan Press. ص. 43. ISBN:978-0-472-03277-8.
5. 1 2 3 4 5 6 7  Athenaeus, Deipnosophistae 590–591. نسخة محفوظة 2021-05-15 على موقع واي باك مشين.
6. ↑  Stylianou، P. J. (1998). A Historical Commentary on Diodorus Siculus, Book 15. New York: Oxford University Press. ص. 367. ISBN:978-0-19-815239-2.
7. ↑  Dillon، Matthew (2002). Women and Girls in Classical Greek Religion. ص. 195.
8. ↑  Pausanias, Description of Greece 10.15.1 نسخة محفوظة 2023-01-18 على موقع واي باك مشين.
9. ↑  Keesling، Catherine (2006). "Heavenly Bodies: Monuments to Prostitutes in Greek Sanctuaries". في Faraone، Christopher A.؛ McClure، Laura K. (المحررون). Prostitutes and Courtesans in the Ancient World. Madison, Wisconsin: The University of Wisconsin Press. ص. 67. ISBN:978-0-29-9213145.
10. ↑  Diogenes Laërtius, ديوجانس اللايرتي 4.2 نسخة محفوظة 25 أكتوبر 2021 على موقع واي باك مشين.
11. ↑  Plutarch, Amatorius 9. نسخة محفوظة 2023-01-16 على موقع واي باك مشين.
12. ↑  "The Parian Marble". The Ashmolean Museum. مؤرشف من الأصل في 2017-08-23. اطلع عليه بتاريخ 2012-11-12.
13. ↑  Diodorus Siculus, مكتبة التاريخ 19.54.1–3, 19.63.4. نسخة محفوظة 2023-03-18 على موقع واي باك مشين.
14. ↑  Pseudo-Plutarch, Lives of the Ten Orators 9. نسخة محفوظة 25 أكتوبر 2021 على موقع واي باك مشين.
15. 1 2 3  Cooper، Craig (1995). "Hyperides and the trial of Phryne". Phoenix. ج. 49 ع. 4: 303–318. DOI:10.2307/1088883. JSTOR:1088883.
16. ↑  Nalden، F. S. (2006). Ancient Supplication. New York: Oxford University Press. ص. 102. ISBN:978-0-19-538598-4.
17. ↑  Havelock، Christine Mitchell (2010). The Aphrodite of Knidos and Her Successors: A Historical Review of the Female Nude in Greek Art. Ann Arbor: The University of Michigan Press. ص. 45. ISBN:978-0-472-03277-8.
18. Cavallini، Eleonora. "Phryne in Modern Art, Cinema and Cartoon". مؤرشف من الأصل في 2021-10-27. اطلع عليه بتاريخ 2012-11-12.